# Marcelo Acosta
Marcelo Alberto Acosta Jiménez, född 11 juli 1996, är en salvadoransk simmare.
Acosta tävlade i tre grenar för El Salvador vid olympiska sommarspelen 2016 i Rio de Janeiro. Han blev utslagen i försöksheatet på samtliga grenar (200, 400 och 1 500 meter frisim). Acosta tävlade i två grenar vid olympiska sommarspelen 2020 i Tokyo. Han blev utslagen i försöksheatet i båda grenarna och slutade på 31:a plats på 800 meter frisim samt på 25:e plats på 1 500 meter frisim.